# Fuji Television
Fuji Television Network, Incorporated (株式会社フジテレビジョン, Kabushiki Gaisha Fuji Terebijon), également connue sous le nom de Fuji TV (フジテレビ, Fuji Terebi), est une chaîne de télévision privée japonaise. Il s'agit de la chaîne centrale du réseau Fuji News Network (FNN, aka FUJISANKEI) et de Fuji Network System (FNS, フジネットワーク).
Les locaux de Fuji Television se situent à Odaiba, Minato-ku, à Tōkyō, dans un bâtiment dessiné par Kenzō Tange.

## Histoire
Fuji Television Network Inc. est fondé le 18 novembre 1957, et commence sa diffusion le 1er mars 1959. En juin cette même année, Fuji TV forme une chaîne télévisée en association avec Tokai TV, Kansai TV, et KBC Television.
En octobre 1966, une chaîne d'informations en relation avec les chaînes locales du nom de FNN (Fuji News Network) est formé. Le 1er avril 1986, Fuji TV change son logo Channel 8, pour celui de Medama utilisé par le groupe Fujisankei Communications Group.
En 1987, Fuji TV s'associe à Nintendo pour créer un jeu vidéo intitulé Yume Kojo: Doki Doki Panic sur Famicom, qui deviendra plus tard la base du jeu vidéo Super Mario Bros. 2. En octobre 1987, Fuji TV crée une chaîne connexe appelée JOCX-TV2. 
Le 10 mars 1997, Fuji TV délocalise ses locaux de Kawada-cho, Shinjuku, dans un bâtiment à Odaiba, Minato créé par Kenzo Tange. Puisque « kawada » de kawada-cho est proche de « kawata » signifiant intouchable en japonais, Fuji Television était impatient de délocaliser à partir de là.
Depuis 2002, Fuji TV sponsorise le concours Clarion Girl (en) qui se déroule annuellement. Le 6 juin 2002, la chaîne diffuse la Coupe du monde de football de 2002, représentant 66,1 % de son audience à cette période.
En janvier 2025, Minato Kōichi, PDG de Fuji Television, et Kanō Shūji, directeur général de Fuji Media Holdings (propriétaire de Fuji Television), annoncent leur démission, à la suite du scandale d'agression sexuelle impliquant la chaîne et son présentateur phare Masahiro Nakai.

## Programmes

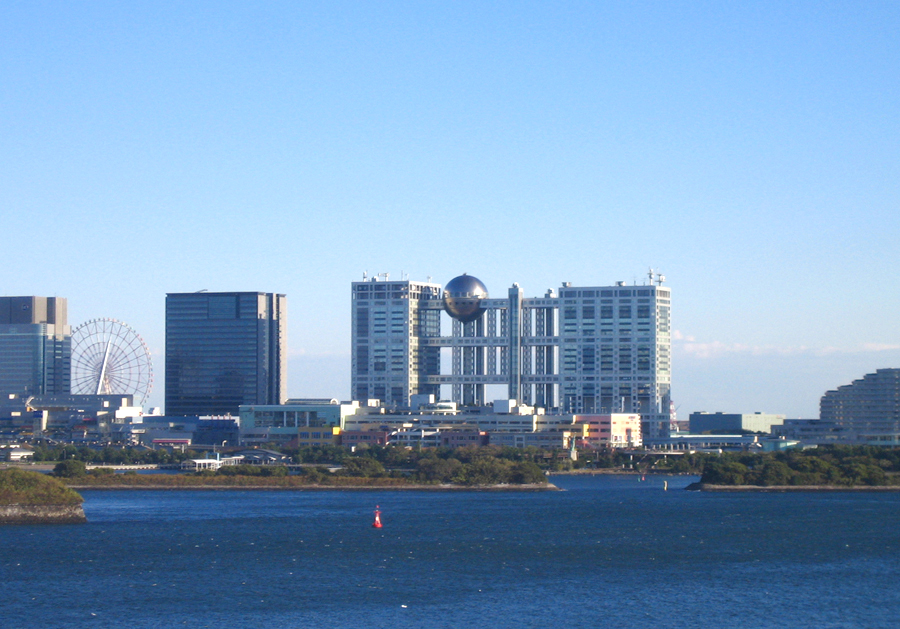
Siège social de Fuji TV à Odaiba.

### Anime
La chaîne dispose d'une case horaire réservée à la diffusion d'anime, noitaminA.
- Ai Yori Aoshi (2002)
- Ai yori aoshi - Enishi (2003)
- Alps no shōjo Heidi (1974)
- Akane-chan (1968)
- Anmitsu Hime (1986-1987)
- Ashita no Joe (1970-1971)
- Astro Boy (1963-1966)
- Backflip!! (2021)

- Chibi Maruko-chan (1990-1992)
- Chibi Maruko-chan TV 2 (depuis 1995)
- Chrno crusade (2003-2004)
- Cobra (1982-1983)
- Digimon Adventure (1999-2000)
- Digimon Adventure 02 (2000-2001)
- Digimon Tamers (2001-2002)
- Digimon Frontier (2002-2003)
- Digimon Adventure: (2020-2021)
- Digimon Ghost Game (2021-2023)
- Dokaben (1976-1979)
- Dolphin Prince (1965)
- Dororo (1969)
- Dragon Ball (1986-1989)
- Dragon Ball Z (1989-1996)
- Dragon Ball GT (1996-1997)
- Dragon Ball Z Kai (2009-2015)
- Dragon Ball Super (2015-2018)
- Dragon Ball Daima (2024-2025)
- Dr Slump (1983-1986) et (1997-1999)
- Flame of Recca (1997-1998)
- Fullmetal panic? fumoffu (2003)
- Fullmetal panic! the second raid (2005)
- Galaxy Express 999 (1978-1981)
- Gantz (2004)
- GeGeGe no Kitaro (1968-1969, 1971-1972, 1985-1988, 1996-1998, 2007-2009, 2018-2020)
- Getter Robo (1974-1975)
- Great Mazinger (1974-1975)
- Great Teacher Onizuka (1999-2000)
- Gunslinger Girl (2003-2004)
- Hachimitsu to clover (2005-2006)
- Ailes Grises (Haibane renmei) (2002)
- Hellsing (2001-2002)
- Hakaba Kitarō (2008)
- Hokuto no Ken (1984-1987)
- Hokuto no Ken 2 (1987-1988)
- Hunter × Hunter (1999-2001)
- Hungry Heart (2002-2003)
- Initial D (1998-2000)
- Instant History (1961-1962)
- Kanon (2002)
- Kiddy grade (2002-2003)
- King Arthur (1979-1980)
- Kiteretsu Daihyakka (1988-1996)
- Kochira Katsushika-ku Kameari Kōen-mae Hashutsujo (1996-2004)
- Konjiki no Gash Bell! (Zatchbell) (2003-2006)
- L'Oiseau bleu (1986-1988)
- Le Collège fou, fou, fou (High School! Kimengumi) (1985-1987)
- Le Roi Léo (1965-1966)
- Legendz (2004-2005)
- Mach Go Go Go (Speed Racer) (1967-1968)
- Maison Ikkoku (1986-1989)
- Marmelade Boy (1994-1995)
- Mazinger Z (1972-1974)
- Mirai Nikki (2011-2012)
- Mospeada (1983-1984)
- Moyashimon (2007)
- Mushishi (2005-2006)
- NHK ni yōkoso! (2006)
- No.6 (depuis 2011)
- Nodame Cantabile (2007)
- One Piece (depuis 1999)
- Paradise Kiss (2005)
- Princesse Saphir (1967-1968)
- RahXephon (2002)
- Ranma ½ (1989-1992)
- Read Or Die TV (2003)
- Run for Money: The Great Mission (2023-2025)
- Rurouni Kenshin (1996-1998)
- Saiyuki (2006)
- Samurai Champloo (2004-2005)
- Sazae-san (depuis 1969)
- Texhnolyze (2003)
- The Skull Man (2007)
- Théo ou la batte de la victoire (1985-1987)
- Toriko (2011-2014)
- Ufo Robot Grendizer (1975-1977)
- Urusei Yatsura (1981-1986, 2022-2024)
- Vic le Viking (1974-1975)
- Wolf's Rain (2003)
- World Masterpiece Theater (1975-1997, depuis 2007)
- Flanders no inu (1975)
- Marco (1976)
- Araiguma Rascal (1977)
- Perrine monogatari (1978)
- Akage no An (1979)
- Tom Sawyer (1980)
- Flo et les robinson suisses (1981)
- Karine, l'aventure du Nouveau Monde (1982)
- Dans les Alpes avec Annette (1983)
- Cathy la petite fermière (1984)
- Princesse Sarah (1985)
- Pollyanna  (1986)
- Papa Longues Jambes (1990)
- Tico et ses amis (1994)
- Yu Yu Hakusho (1992-1995)
- Zatchbell (2003-2006)

### Émissions de variété
- Zuiikin' English (1992)
- Hey! Hey! Hey! Music Champ (1994)
- Kisekitaiken! Unbelievable (1997)
- Who Wants to Be a Millionaire? Quiz＄Millionaire (versions japonaise) (2000-2013)
- GameCenter CX (2003)
- Nep League (2003）
- Run for Money (2004)
- Hexagon II Quiz Parade!! (2006-2011)
- VS Arashi (2006-2020)
- VS damashī (2021-2023)
- Honmadekka!?TV (2010)
- Minute to Win It (2013)